# 伊斯特伍德 (路易斯安那州)
伊斯特伍德（英語：Estherwood），是美国路易斯安那州下属的一座村镇。根据2010年美国人口普查，该市有人口889人。建置上，属于“village”。